# نظام اسقفی
نظام اسقفی یا اُسقُف‌شاهی (به انگلیسی: Episcopal polity) به نظامی در میان مسیحیان گفته می‌شود که برای اعطای اقتدار برتر به اسقف‌ها می‌کوشد. نظام اسقف‌شاهی از زیرمجموعه‌های مذهب پروتستان است. سابقه این نظام سلسله‌مراتبی به سال ۱۵۳۴ بازمی‌گردد.
نظام اسقفی شکلی سلسله‌مراتبی از حکومت کلیسا است که در آن قدرت اسقف‌ها در اداره کلیسا تثبیت شده است. کلیساها و فرقه‌های مسیحی، مانند کلیساها یا فرقه‌های کاتولیک، ارتدوکس شرقی، کلیسای شرق، کلیساها یا فرقه‌های انگلیسی، و لوتری از این نوع نظام پیروی می‌کنند.